# Hypena radiatalisvariegata
Hypena radiatalisvariegata là một loài bướm đêm trong họ Erebidae.